# Стрельба в Сазерленд-Спрингс
Стрельба в Сазерленд-Спрингс (англ. Sutherland Springs church shooting) — массовое убийство, произошедшее 5 ноября 2017 года в баптистской церкви посёлка Сазерленд-Спрингс округа Уилсон в Техасе. 

## Стрельба
5 ноября 2017 года в баптистской церкви посёлка Сазерленд-Спрингс произошла стрельба. Вооружённый карабином Ruger AR-556 преступник ворвался в здание около 11:30 по местному времени и открыл стрельбу.
После начала стрельбы в церкви к ней подбежал живший рядом местный житель Стивен Уиллифорд со своей винтовкой AR-15. Он вступил в перестрелку с вышедшим из церкви убийцей, одетым в бронежилет, и ранил его. Убийца сел в свой автомобиль и попытался уехать, но Уиллифорд сел в проезжавший автомобиль и вместе с его водителем погнался за убийцей. После погони в округе Гуадалупе автомобиль убийцы съехал с шоссе. Его обнаружили мертвым за рулем с тремя огнестрельными ранениями, включая ранение головы, указывающее на самоубийство.

## Нападавший
Преступление совершил 26-летний Дэвин Патрик Келли, родившийся 21 февраля 1991 года, разжалованный и уволенный из армии в 2014 году (в 2012 году он был отдан под трибунал за избиение жены и ребенка и приговорен к 12 месяцам тюрьмы). Губернатор штата Техас Грег Эбботт подтвердил, что Келли не имел права владеть огнестрельным оружием, после того как ему было отказано в лицензии. Келли приобрёл оружие, указав ложный адрес и солгав при ответе на вопрос о наличии судимости. Как говорят о нем его бывшие одноклассники, Келли был неприятным человеком "со странностями". Пытался распространять атеистическое мировоззрение, утверждал, что люди, которые верят в богов, — тупицы. У Келли был конфликт в семье, что, предположительно, и стало поводом для массового убийства.

## Жертвы
В результате стрельбы погибло 26 человек, 20 человек получили ранения различной тяжести. Почти половина погибших были несовершеннолетними. 
Стрельба в Сазерленд-Спрингс стала самой смертоносной стрельбой в церкви в истории США, превзойдя стрельбу в Чарльстоне.

## Реакция
Президент США Дональд Трамп, находившийся в момент инцидента в Японии, выразил поддержку населению посёлка и правоохранительным органам в «Твиттере». Губернатор Техаса Грег Эбботт также выразил соболезнования погибшим, отметив быстрое реагирование экстренных служб. Также слова поддержки в адрес населения города высказали прокурор Техаса Кен Пэкстон и американский сенатор Джон Корнин от Техаса.